# Edyta Piasecka

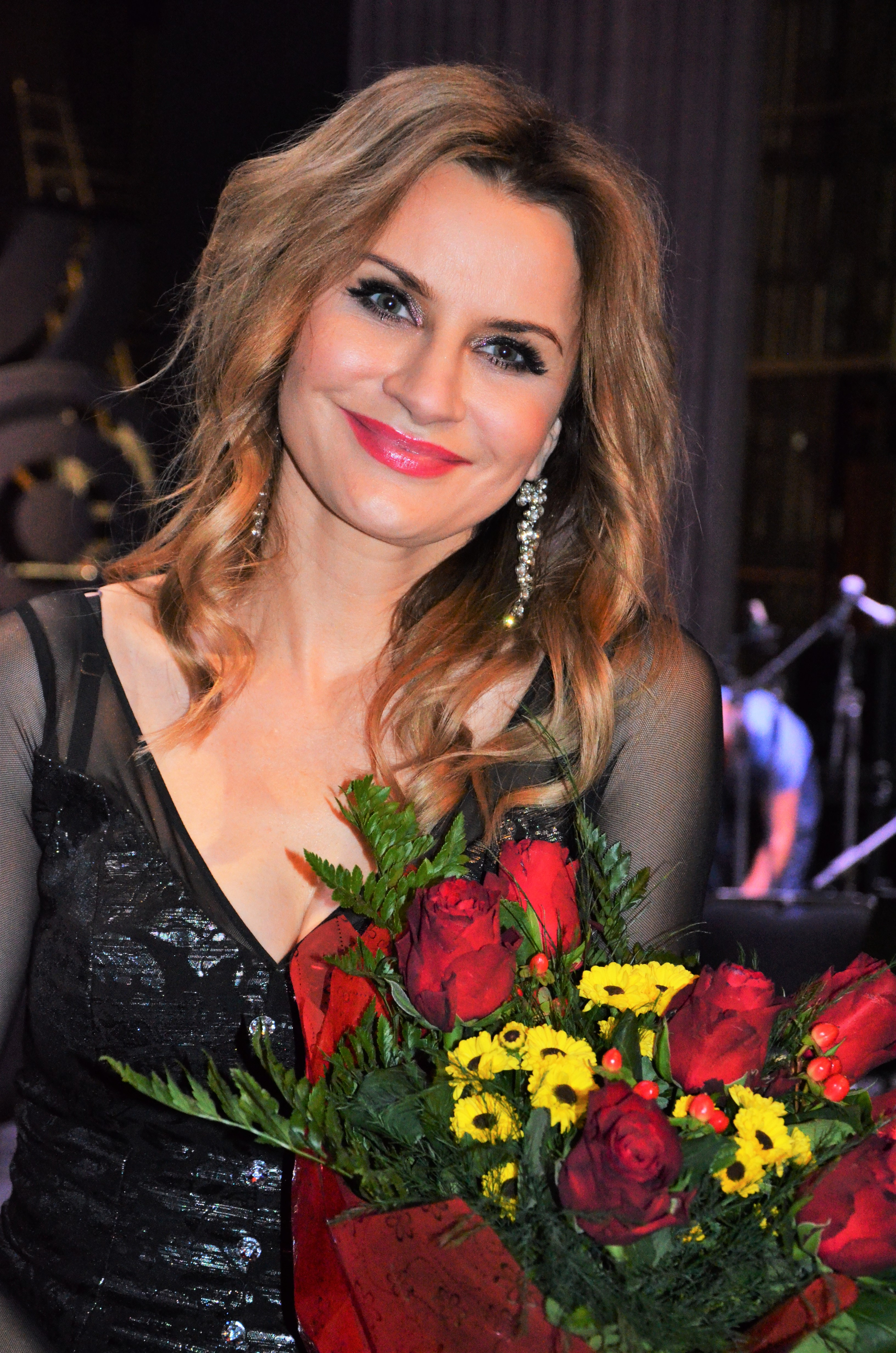
Edyta Piasecka, Warschau 2017

Edyta Piasecka ist eine polnische Opernsängerin in der Stimmlage Sopran.

## Biografie
Edyta Piasecka ist Absolventin der Musikakademie in Krakau, an dessen Opernhaus sie bereits während des Studiums als Königin der Nacht in Die Zauberflöte auftrat. Meisterkurse bei Anna Reynolds an der Bach-Akademie, bei Antonina Kawecka, Christian Elsner, Alison Pears und Ryszard Karczykowski rundeten ihre Ausbildung ab.
Erste Opernengagements führten sie ab 1997 nach Breslau und ab 1999 nach Krakau. Ihr Debüt an der Nationaloper im Teatr Wielki in Warschau gab sie 2003 als Contessa di Folleville bei der polnischen Erstaufführung von Rossinis Il viaggio a Reims und wurde dafür mit dem Andrzej Hiolski-Preis für das beste Debüt der Saison ausgezeichnet. Weitere Rollen, die sie an diesem Haus darstellte, waren u. a. Zofia in Halka, Rosina in Il barbiere di Siviglia, Violetta in La traviata, Fiorilla in Il turco in Italia, Hanna in Das Gespensterschloss und die Titelrolle in Goplana. Die beiden letzteren Produktionen wurden durch Übertragung im Videoportal Operavision (vormals The Opera Platform) einem internationalen Publikum zugänglich gemacht, die Inszenierung von Goplana wurde außerdem bei den International Opera Awards 2017 in der Kategorie „wiederentdecktes Werk“ ausgezeichnet.

## Diskografie
- Stanisław Moniuszko: Straszny Dwór (Das Gespensterschloss) mit Edyta Piasecka als Hanna. Teatr Wielki, Orchester der Polnischen Nationaloper unter Andriy Yurkevych. DVD erschienen bei NIF, 2019.
- Stanisław Moniuszko: Straszny Dwór (Das Gespensterschloss) mit Edyta Piasecka als Hanna, Podlachische Oper und Philharmonie, Orchester des 18. Jahrhunderts unter Grzegorz Nowak. CD erschienen bei NIF, 2020.
- Władysław Żeleński: Goplana mit Edyta Piasecka in der Titelrolle. Teatr Wielki, Orchester der Polnischen Nationaloper unter Grzegorz Nowak. DVD erschienen bei NIF, 2020.